# Dinklage
Dinklage is een stad in de Duitse deelstaat Nedersaksen, gelegen in het Landkreis Vechta. De stad telt 13.158 inwoners. Volgens de website van de gemeente had zij per 1 januari 2019 13.663 inwoners. Naburige gemeenten zijn onder andere  het 12 km noordwaarts gelegen Bakum,  het 8 km oostwaarts gelegen Lohne, de 9 km ten noordoosten van Lohne gelegen stad Vechta en het 11 km zuidwaarts gelegen Holdorf.

## Indeling van de gemeente
De stad Dinklage omvat een gesloten stadskern (inclusief de stadsdelen Wiek en Hörst), waarin ca. 85 procent van de bevolking woont, benevens zes gehuchten : Bahlen, Bünne, Höne, Langwege, Schwege en  Wulfenau.

## Ligging, verkeer, vervoer
Dinklage ligt in het oosten van de landstreek Artland. Voor een nadere beschrijving daarvan zie: Samtgemeinde Artland. Dinklage ligt ten westen van de A1 van Bremen naar Osnabrück, afrit 65 (Lohne/Dinklage), 3 km ten oosten van Dinklage, ongeveer halverwege genoemde grote steden. Langs de zuidrand van de gemeente, 9 km ten zuiden van de stadskern, loopt  de Bundesstraße 214. Een belangrijke weg is ook die naar Quakenbrück, 13 km westwaarts.
De dichtstbijzijnde stations, waar passagierstreinen stoppen, zijn die van Lohne en Quakenbrück in de Samtgemeinde Artland.
Er rijdt een lijnbus naar Lohne; verder is er busvervoer mogelijk d.m.v. belbusjes.
Het voormalige spoorlijntje van Dinklage naar Lohne is in 2003 gesloten. De rails zijn verwijderd, en over de voormalige spoorlijn loopt nu een fietspad.

## Economie
De stad wordt gekenmerkt door veel kleine en middelgrote bedrijven. Daaronder zijn grote boerderijen met intensieve veeteelt en pluimveeteelt, maar ook bedrijven die landbouwproducten verwerken of machines en andere toebehoren t.b.v. de veeteelt (zoals veevoer)  maken of verhandelen.

## Geschiedenis
De stad dankt haar naam mogelijk aan een velling van bos waar een dorp ontstond ( Lage) nabij een oude Germaanse dingpaats (Ding, Dink). De geschiedenis is verder sterk verbonden met die van het kasteel, zie hierna. De plaats Dinklage kende, evenals omliggende gemeenten, van de Dertigjarige Oorlog (1618-1648) tot het eind van de 19e eeuw, veel armoede. 
Dinklage is officieel pas sinds 1995 een stad.

## Bezienswaardigheden

### Burg Dinklage
Ruim een kilometer ten zuidoosten van het centrum staat het voormalige kasteel Dinklage (Burg Dinklage). Het wordt omgeven door een fraai natuurreservaat, Burgwald Dinklage, dat begrensd wordt door de stad van die naam en door de Autobahn A1. In dit bos, waarvan de natuurwaarde bedreigd wordt door problemen met de waterhuishouding, komt o.a. de zeldzame juchtleerkever voor.
Op de plaats van het huidige kasteel stond in 980 al een kasteel van de heren van de Saksische Dersagau. In de daaropvolgende eeuwen was de burcht achtereenvolgens in handen van, meest als leenman namens het Prinsbisdom Münster optredende, leden van adellijke geslachten Von Dincklage, Von Ledebur en Von Galen. In 1949 droeg het hoofd van het geslacht Von Galen, graaf Cristoph, het kasteel over aan de benedictinessen, met de bedoeling, dat dezen er een klooster in zouden vestigen. Nonnen van het klooster Alexanderdorf in de huidige gemeente Am Mellensee weken naar Dinklage uit, om niet onder het communistische regime van de DDR te hoeven leven. Nog altijd is het klooster als zodanig in gebruik. In de bij het klooster behorende watermolen is een kleine expositie over kardinaal Von Galen ingericht.

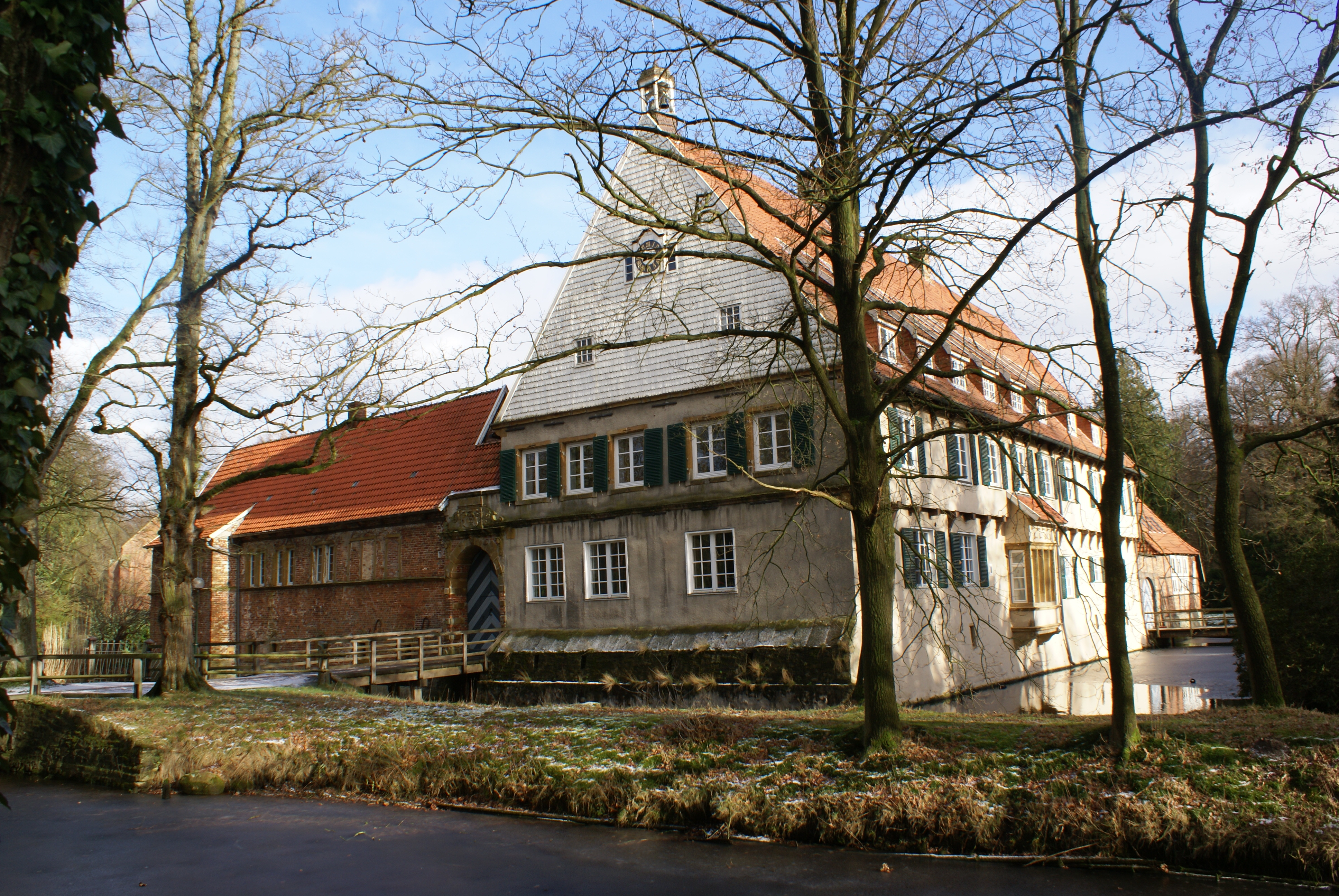
Klooster Burg Dinklage (voormalig kasteel)
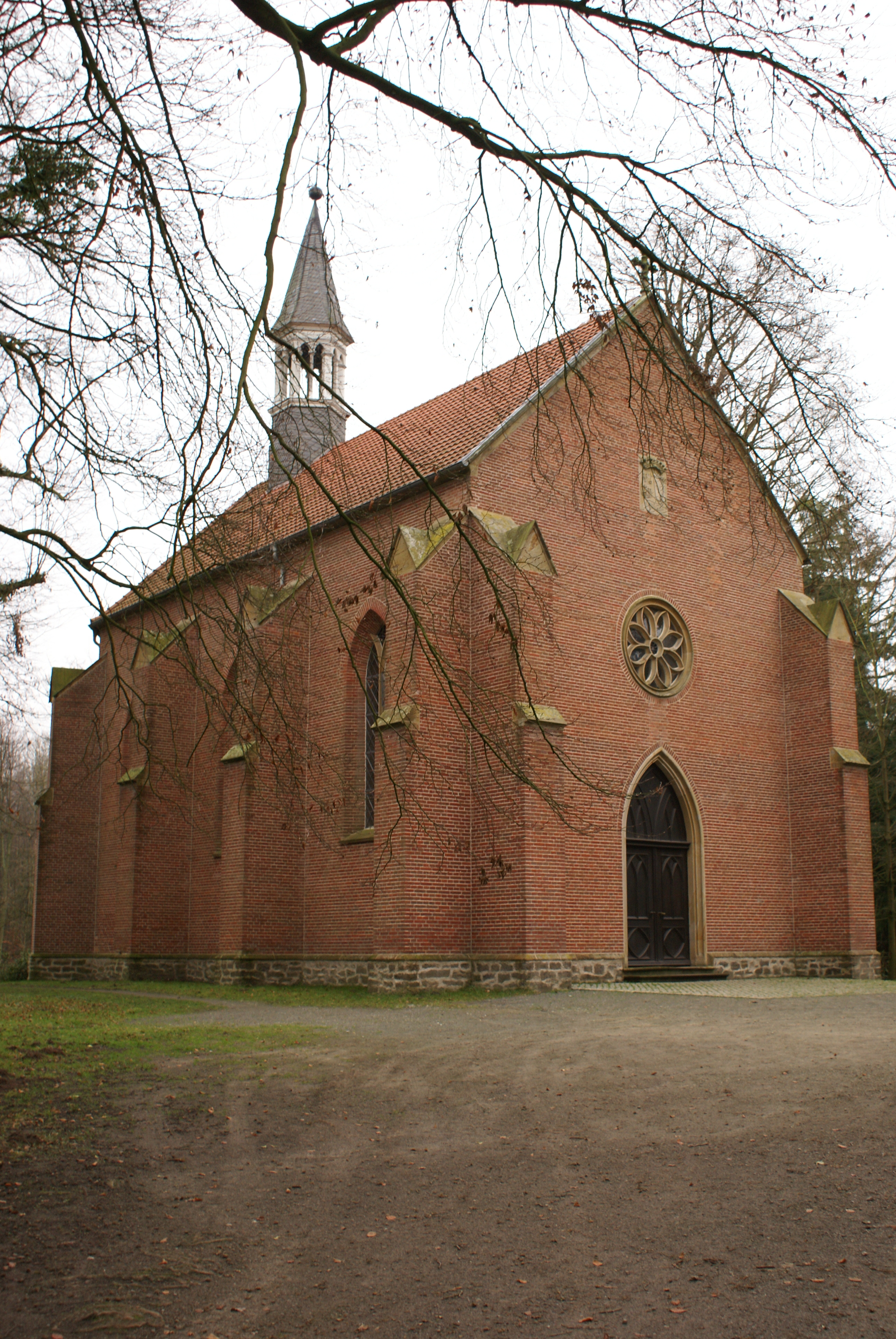
Slotkapel Burg Dinklage
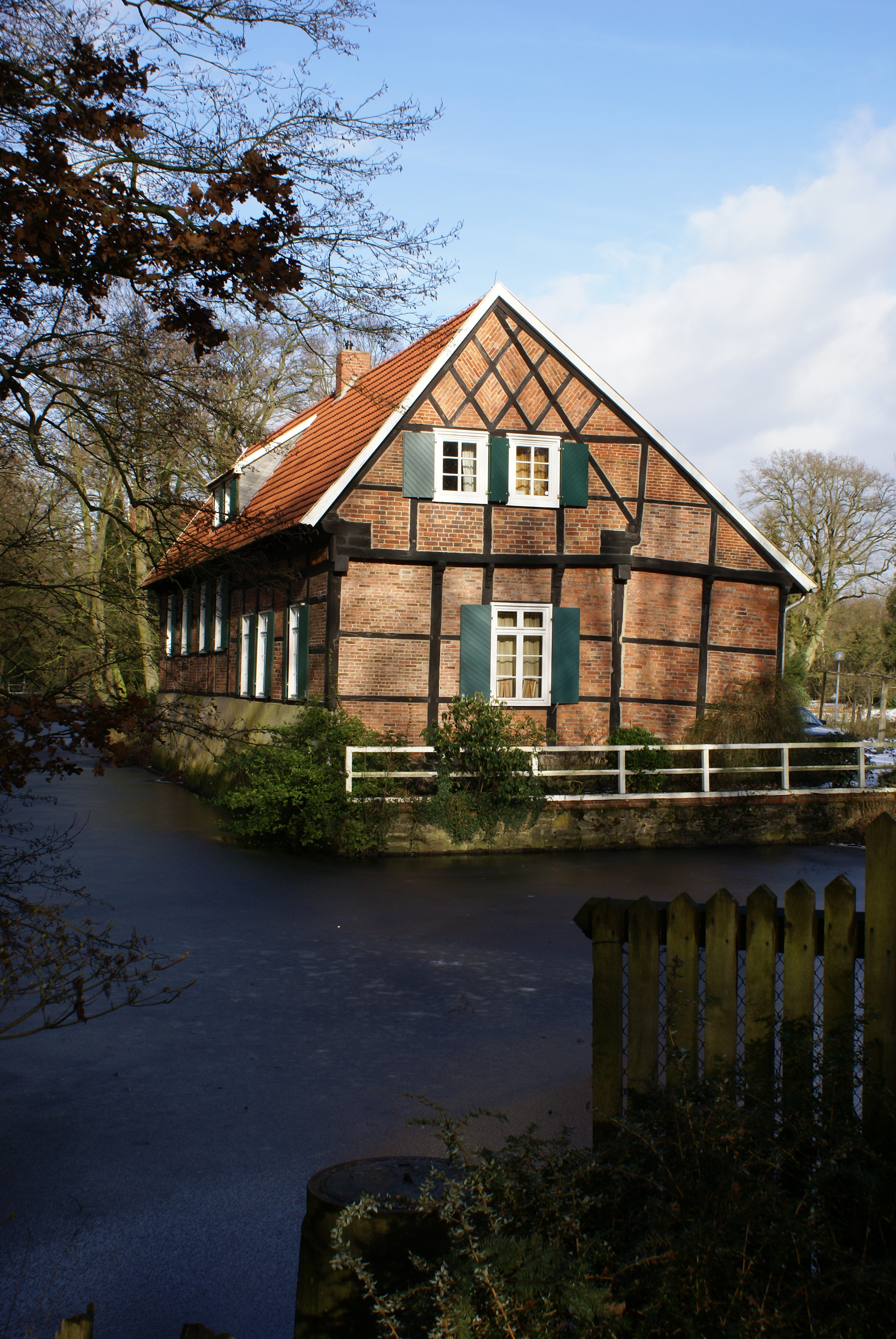
Voormalig rentmeestershuis
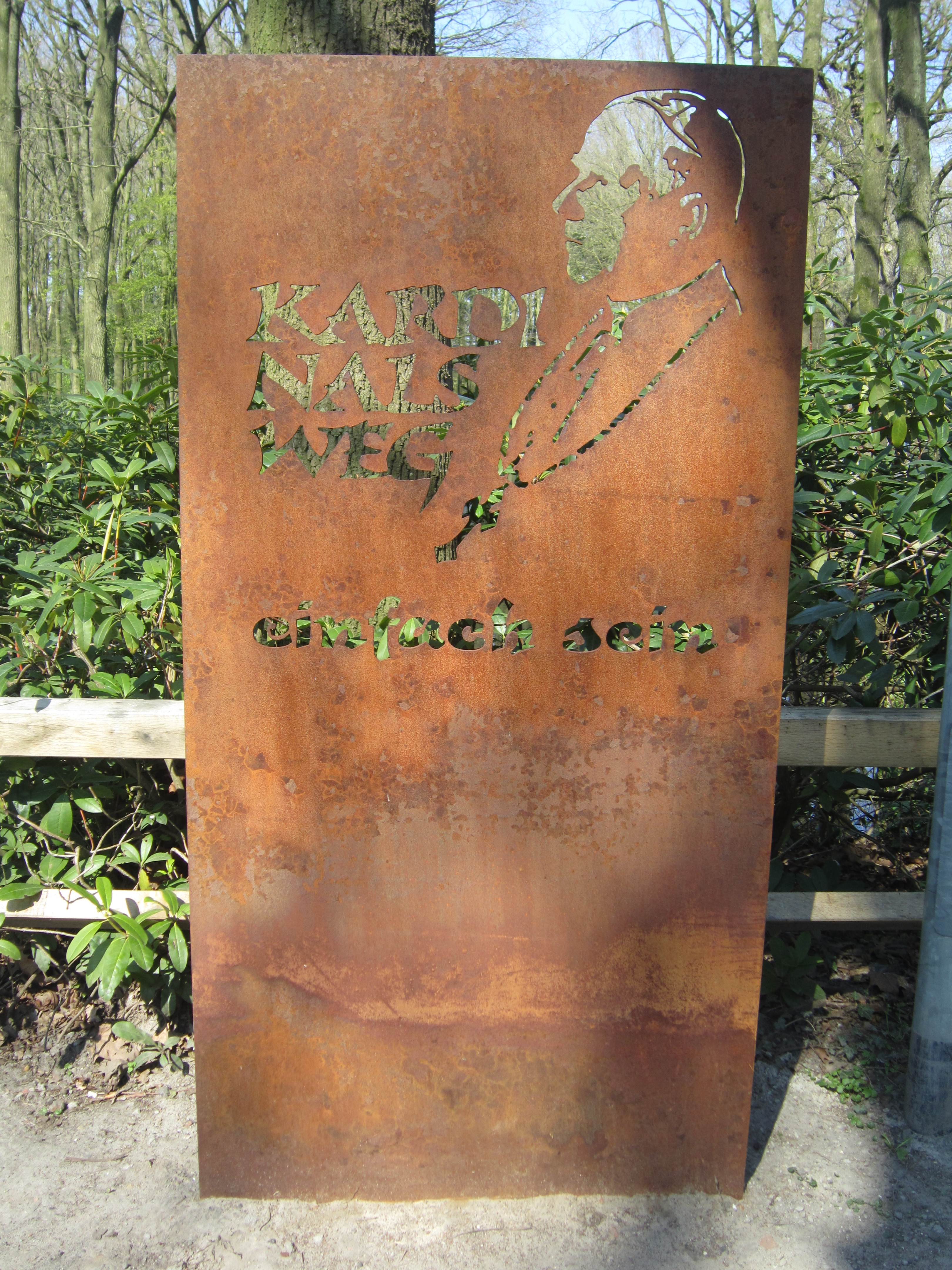
IJzeren stèle voor de Ökonomie (kloosterboerderij), aan de pelgrimsroute Kardinalsweg
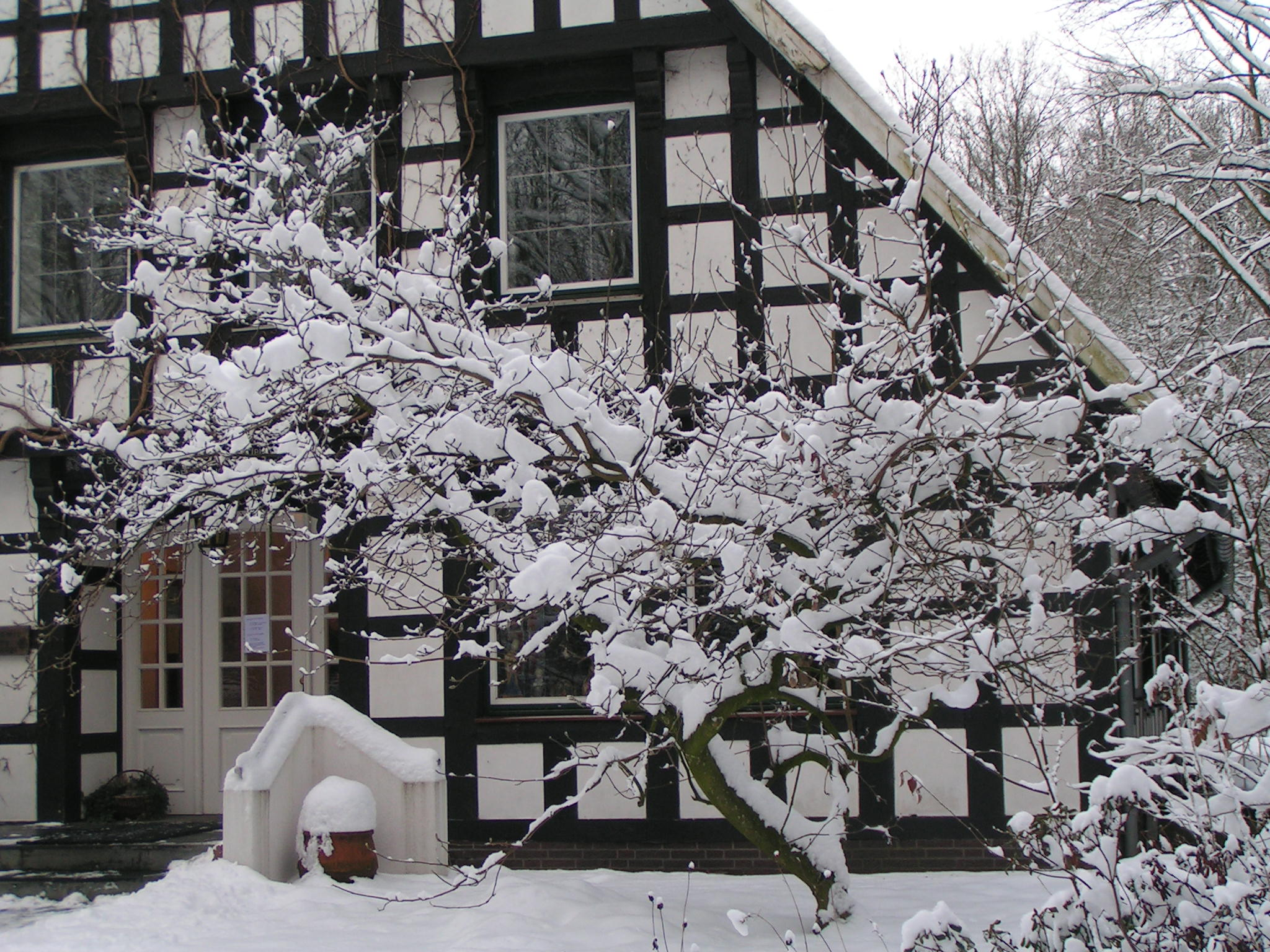
Kloostercafé en - winkel, waar door de nonnen gemaakte kaarsen te koop zijn
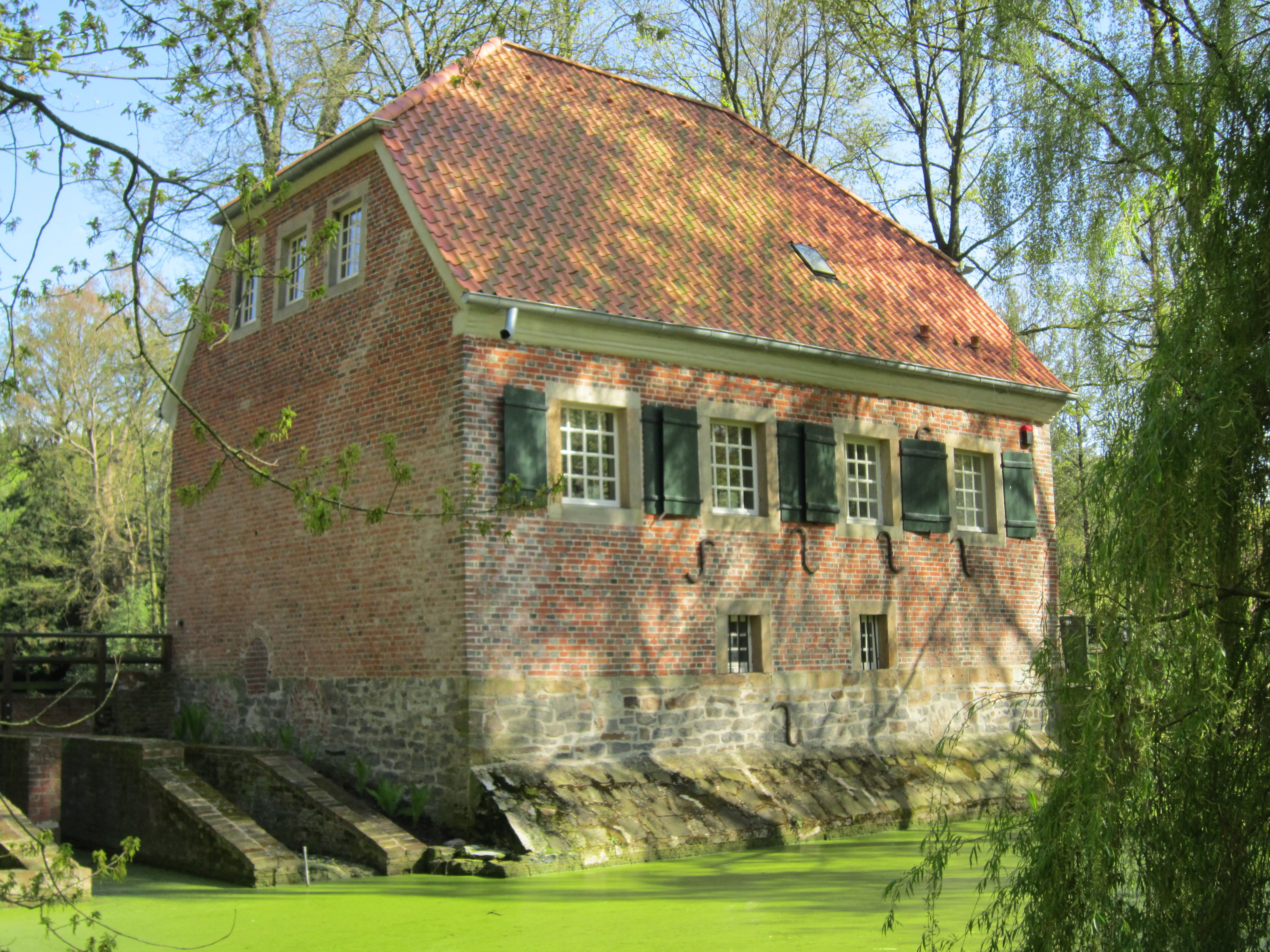
Watermolen van het klooster

### Overige
- Talrijke bossen, heide- en hoogveenreservaten nodigen uit tot , ook langere, wandel- en fietstochten; er zijn veel uitgezette fietsroutes
- De windmolen in stadsdeel Schwege is bezienswaardig.
- Van Damme via Holdorf naar Burg Dinklage loopt de in 2018 ingezegende, 24,1 km lange bedevaartweg met de naam Kardinalsweg.  Deze loopt van de voormalige priorij St. Benedictus in Damme naar kasteel Burg Dinklage. Deze pelgrimsroute is in 2018 gewijd aan de gedachtenis van de door de Rooms-Katholieke Kerk in 2005 zalig gesproken kardinaal Clemens August Graf von Galen. Deze werd geboren op Burg Dinklage.

## Belangrijke personen in relatie tot Dinklage

### Geboren
- Bernhard Romberg (1767 - 1841), componist en cellist
- Richard Schlepegrell (18 augustus 1826), componist, violist en trompettist
- Clemens August von Galen (16 maart 1878 - 22 maart 1946), kardinaal, bisschop van Münster
- Franz von Galen (* 11 december 1879 op Burg Dinklage; † 9 oktober 1961 op Kasteel Darfeld), broer van de kardinaal, conservatief politicus, anti-nazi, heeft wegens vermeende sympathie voor het Stauffenberg-complot enige tijd in concentratiekamp Sachsenhausen vastgezeten.

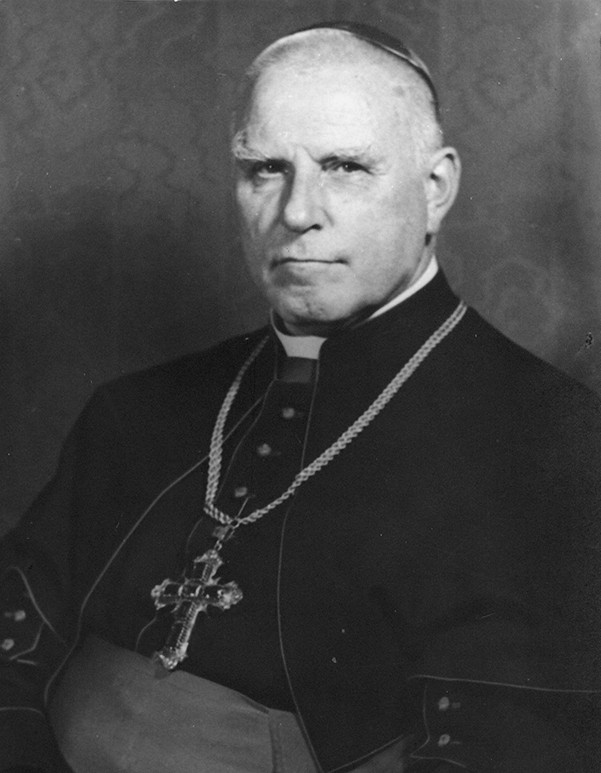
Clemens August Graf von Galen

- Helmut Middendorf (* 1953), schilder  („Die Neuen Wilden“).

### Overleden
- Friedrich Mathias Graf von Galen (* 20 mei 1865 in Münster; † 10 november 1918 op Burg Dinklage), lid van de Duitse Rijkdsag van 1907-1918, oom van  Clemens August von Galen

## Galerij

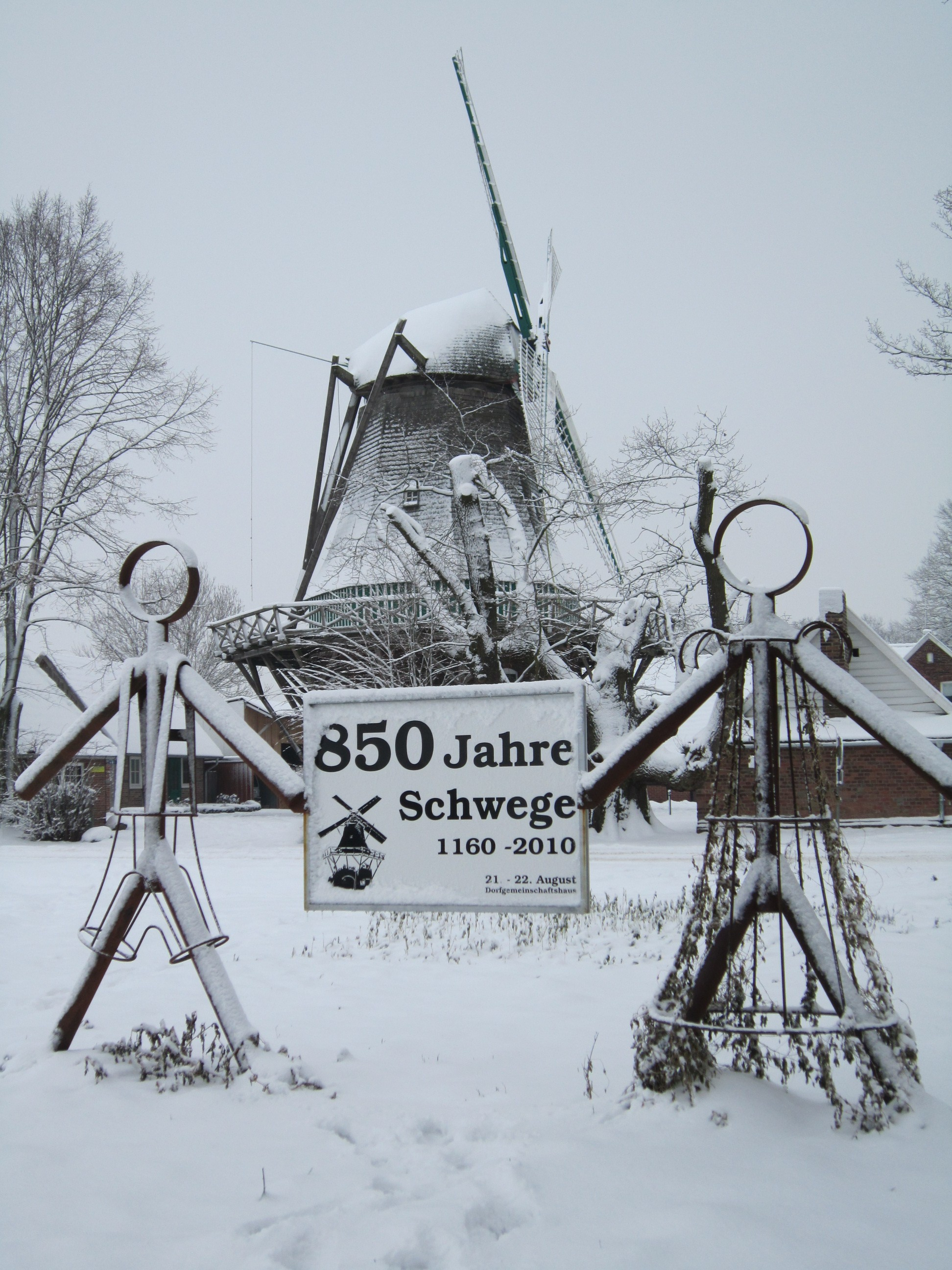
Schweger Molen
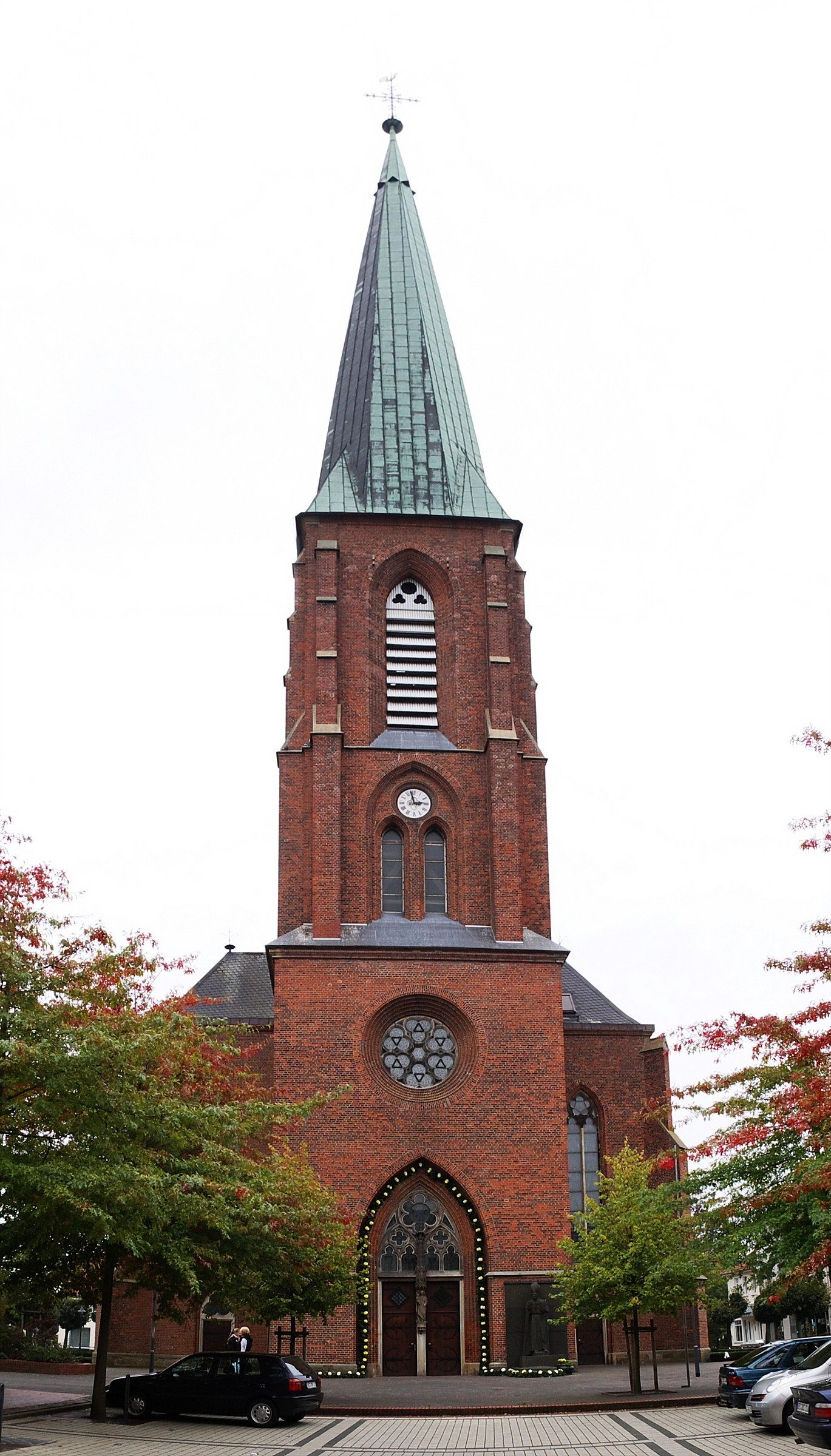
St. Catharinakerk (1878), hier werd Bisschop van Galen gedoopt
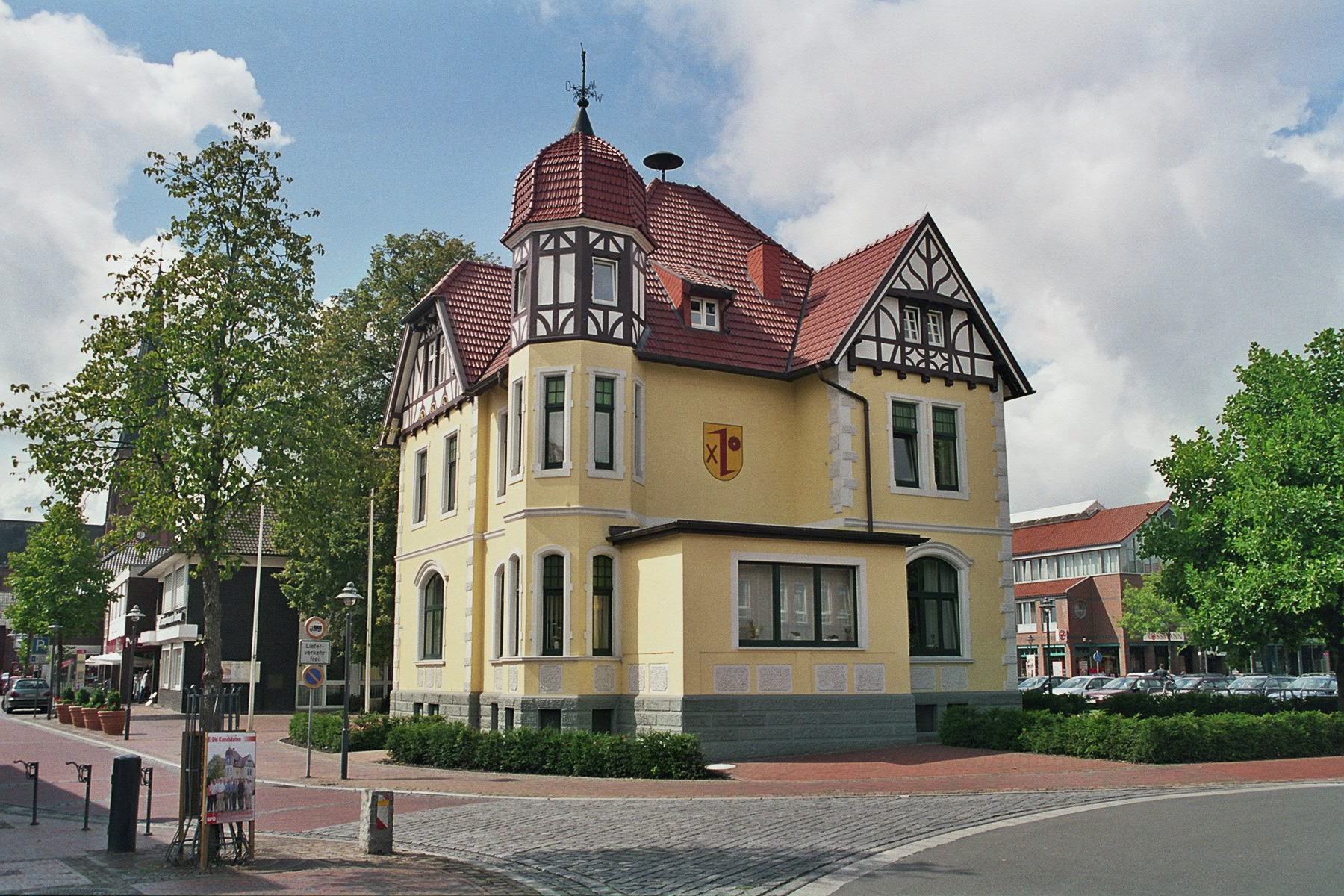
Raadhuis van Dinklage, voormalige Villa Dr. Meyer (bouwjaar 1903)
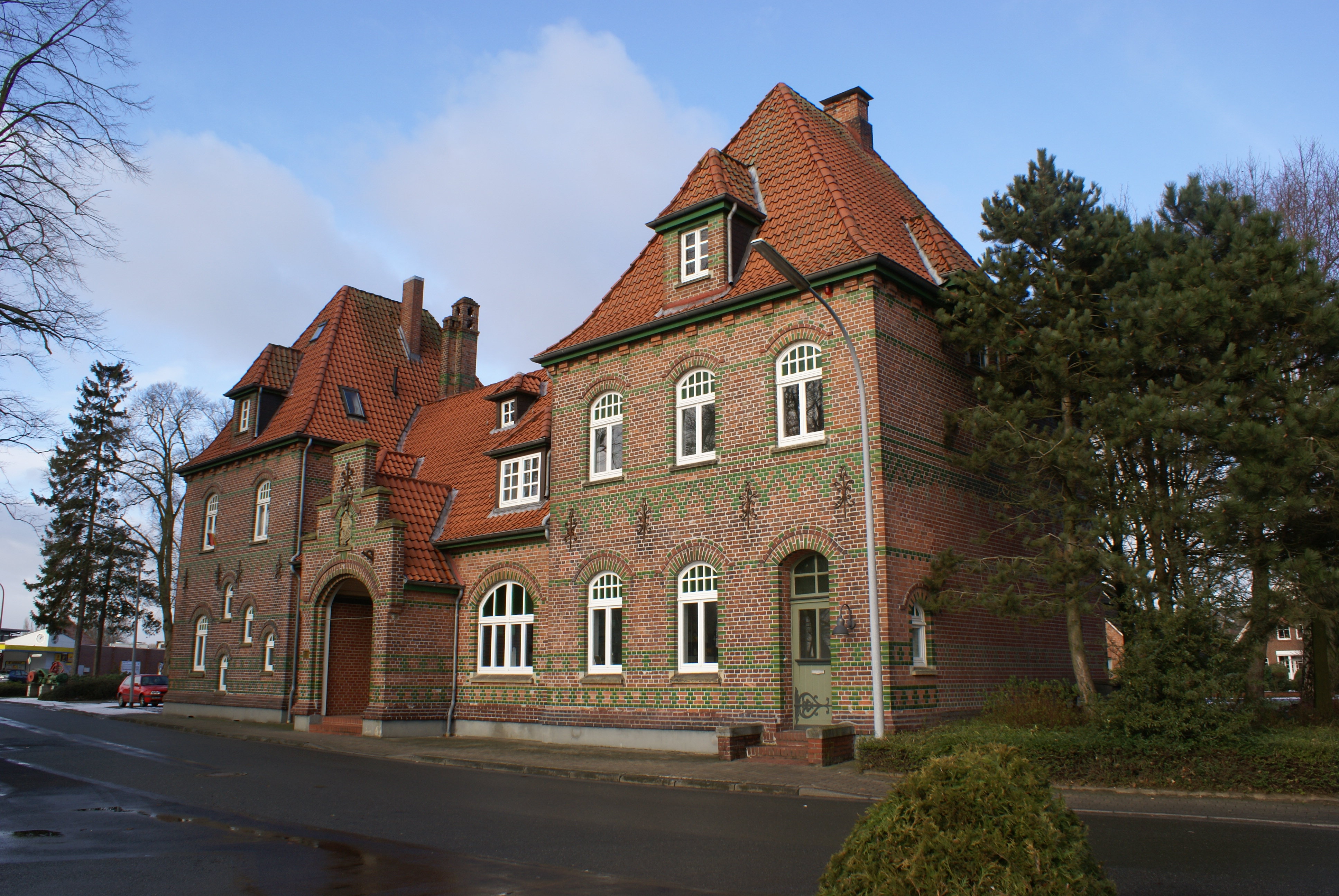
Voormalig station, nu streekmuseum
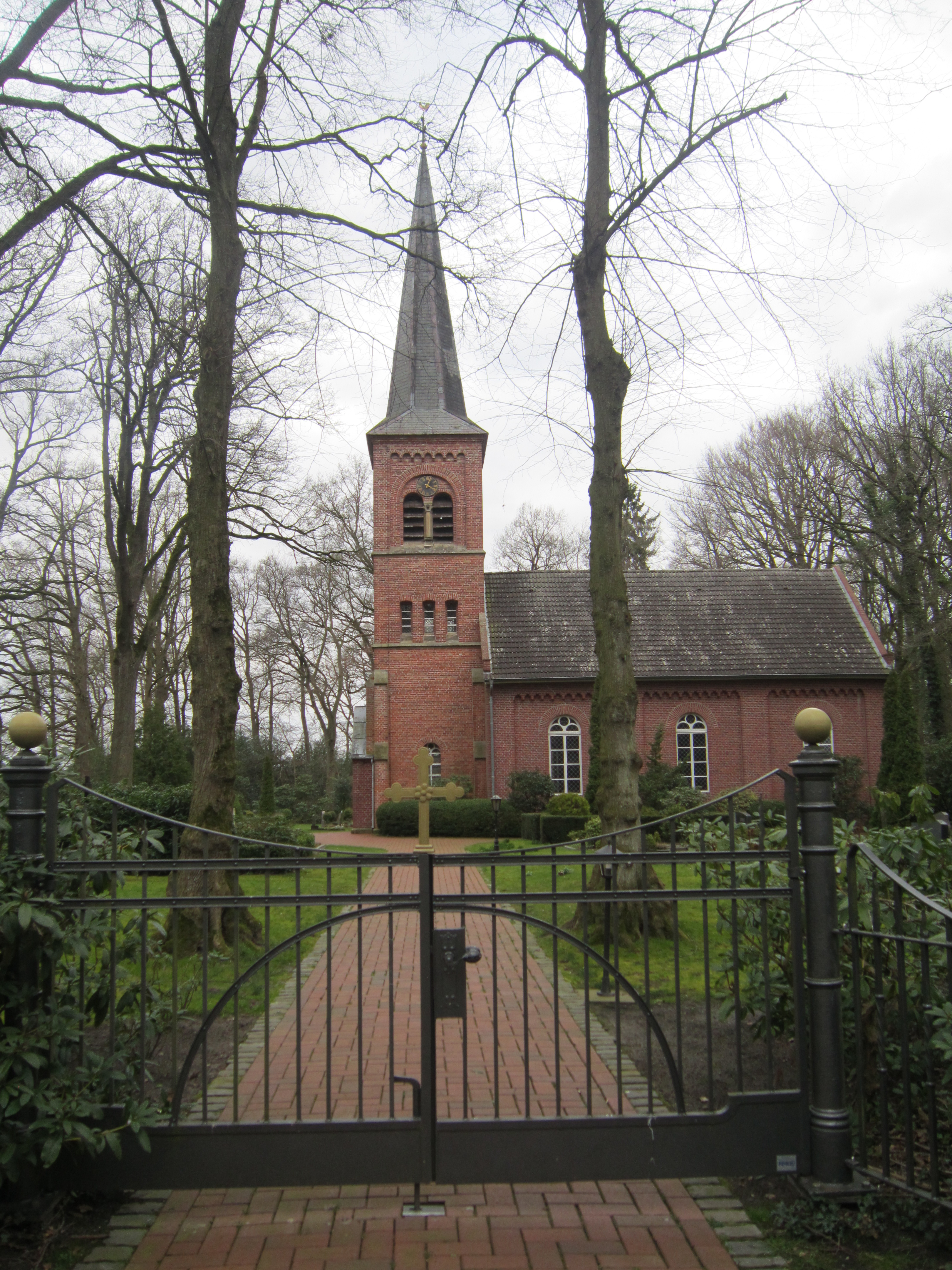
Evangelisch-lutherse kerk te Wulfenau
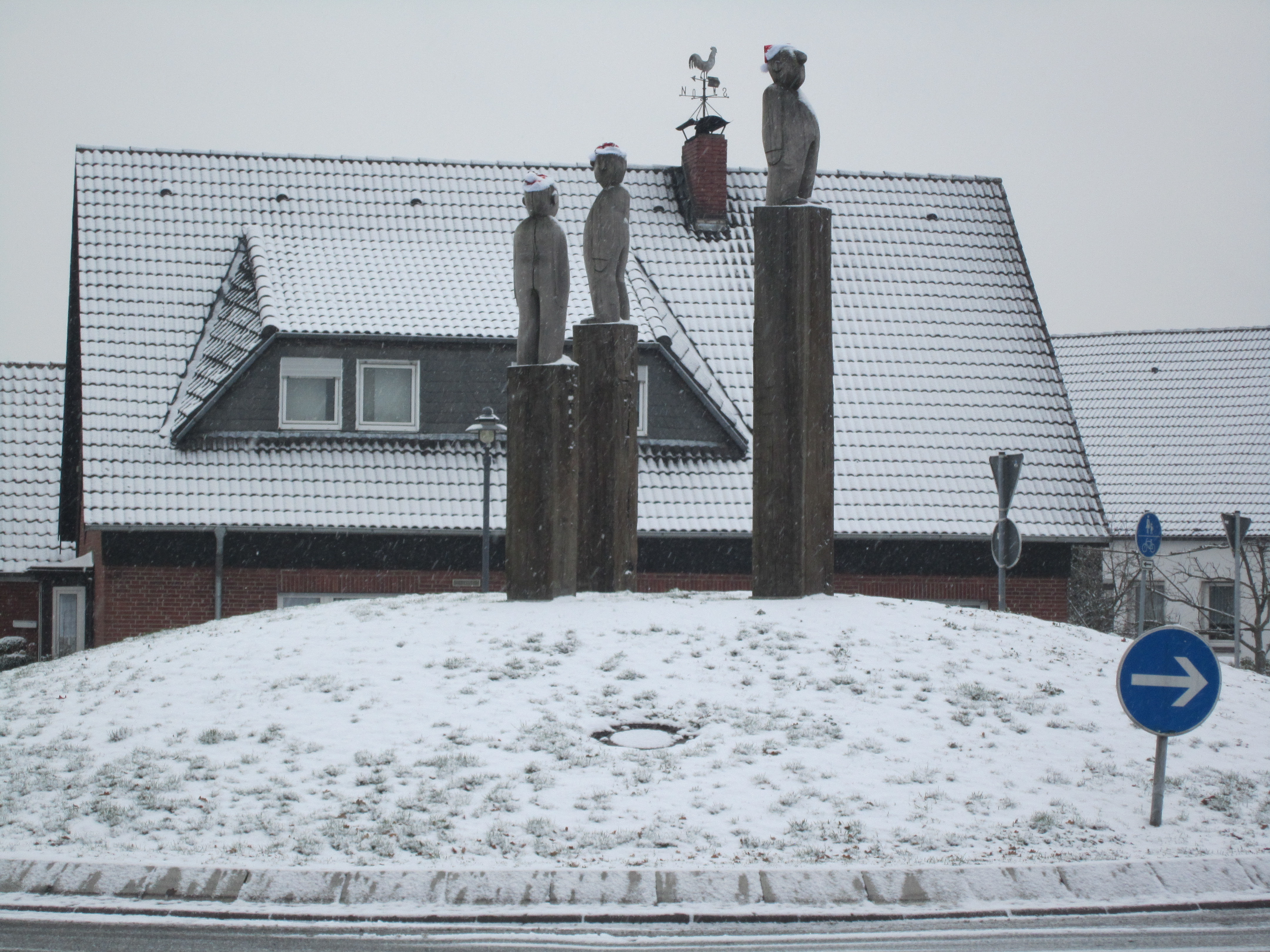
Beeldengroep „Figuren draußen“ van Jonas Kötz, een der "rotonde-beelden"
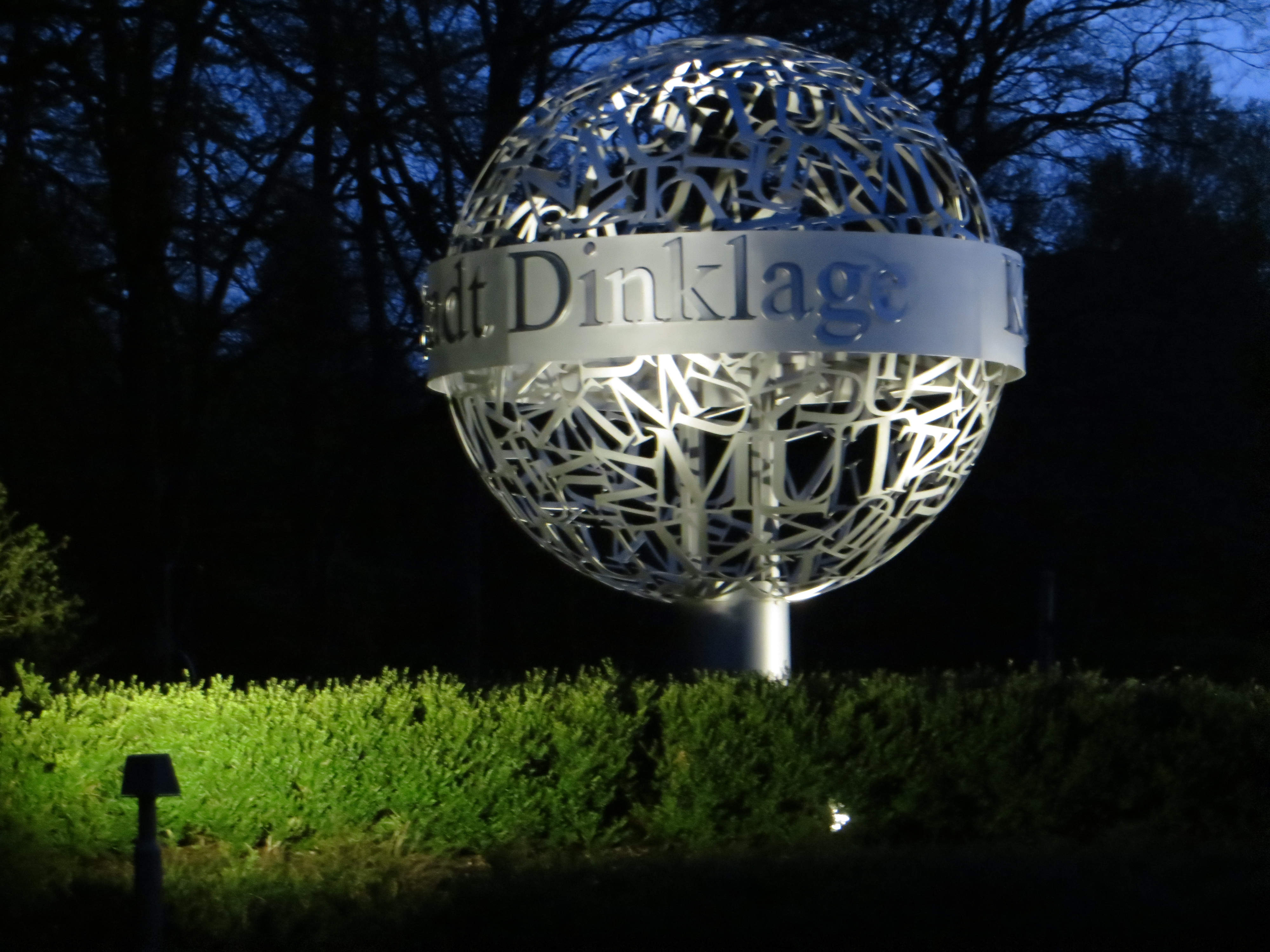
„Mutkugel", ter ere van kardinaal Van Galen, rotondekunstwerk (2015)

## Partnergemeente
Épouville , Normandië, Frankrijk.
- Gemeinsame Normdatei: 4012359-5
- Library of Congress Control Number: n89146801
- MusicBrainz: 74601bdf-08ff-4efa-a1ac-d6020853ae53
- Nationale Bibliotheek van Israël: 987007565023105171
- Virtual International Authority File: 134990440
- WorldCat: E39PBJbtqTGcXHpRmbVmB8xv73

Bakum · Damme · Dinklage · Goldenstedt · Holdorf · Lohne · Neuenkirchen-Vörden · Steinfeld · Vechta · Visbek